# 横叶橐吾
横叶橐吾（学名：Ligularia transversifolia）为菊科橐吾属下的一个种。

## 扩展阅读
- 維基物種上的相關：横叶橐吾